# Hoàng hậu Kōmyō

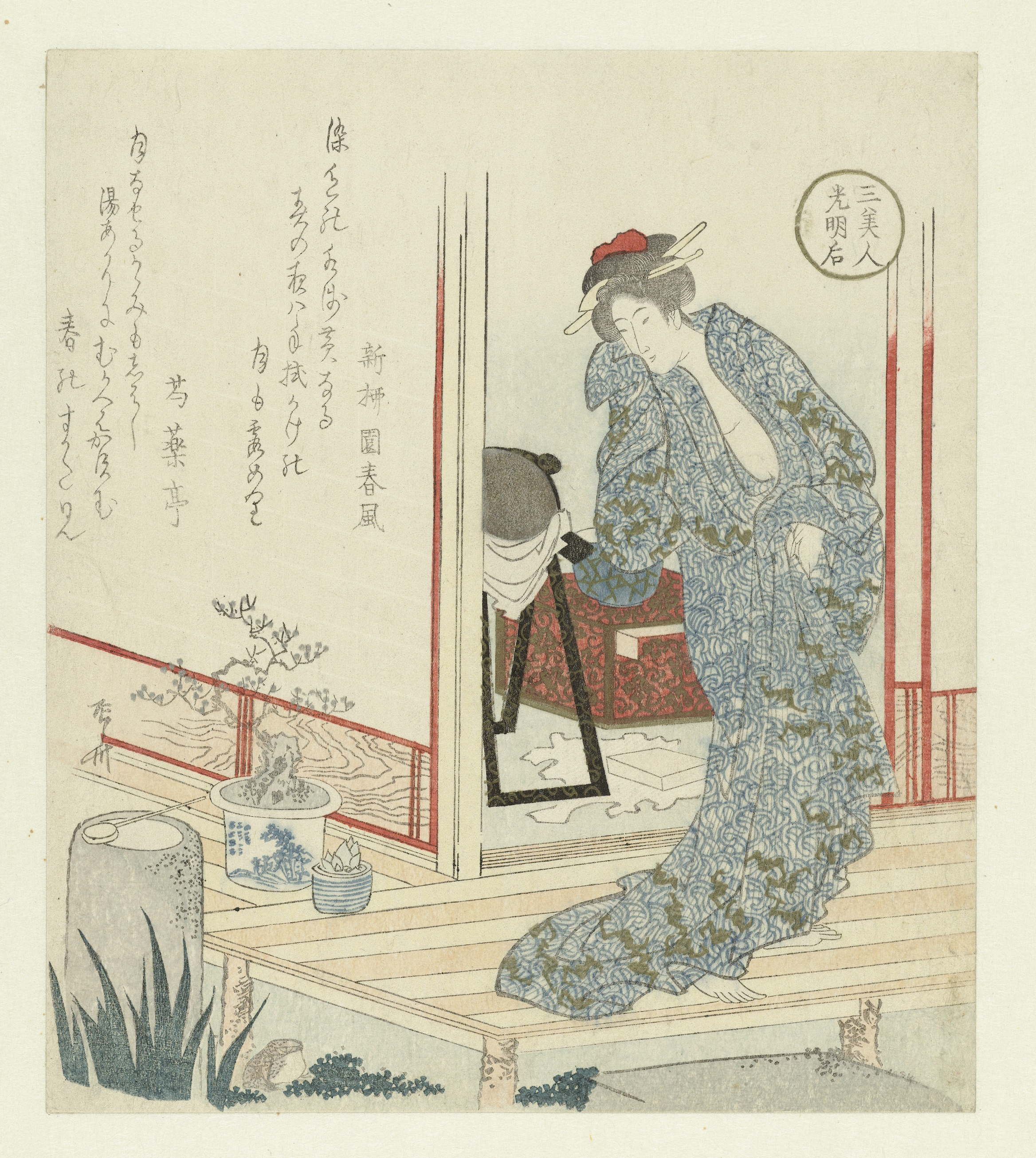
Hoàng hậu Quang Minh được vẽ bởi Ryūryūkyo Shinsai

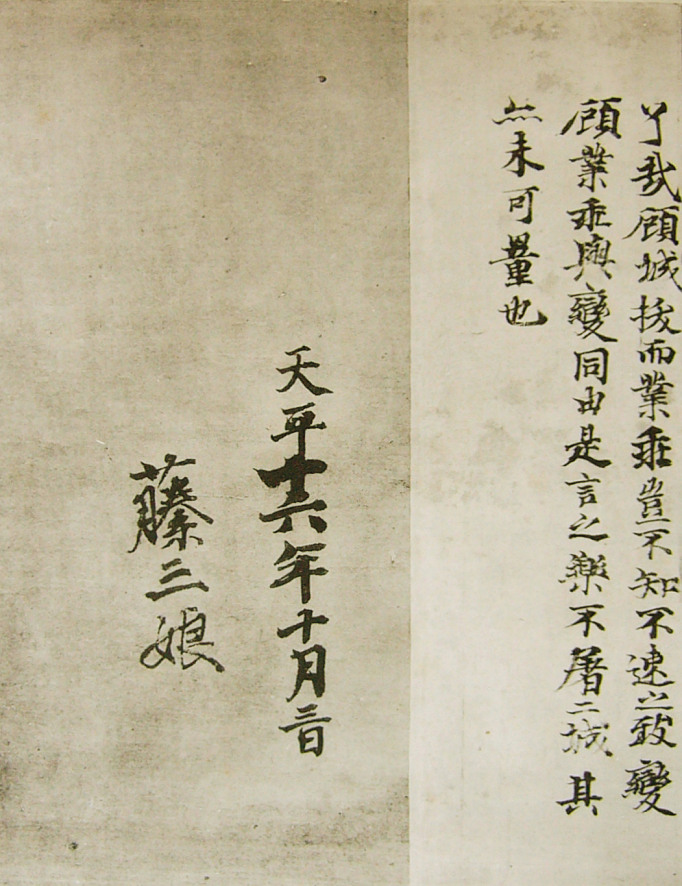
Một ví dụ về thư pháp của Hoàng hậu Kōmyō và chữ ký của bà - Gakki-ron (khoảng năm 756).

Hoàng hậu Kōmyō (光明皇后 (Quang Minh hoàng hậu) Kōmyō-kōgō)(701 – 23 tháng 7 năm 760), tên khai sinh là Fujiwara Asukabehime (藤原 安宿媛), là chính thất của Thiên hoàng Thiên hoàng Shōmu (701 - 756) trong thời kỳ Nara

## Cuộc đời
Bà thuộc gia tộc Fujiwara, cha bà là Fujiwara no Fuhito , mẹ bà là Agata Inukai no Michiyo (犬 養 三千). Bà cũng được biết đến với tên gọi là Asukabehime (安 宿), Kōmyōshi (光明 子) và Tōsanjō (). Sau khi qua đời,bà được chôn cất tại Hōrenji-cho của tỉnh Nara trong lăng Sahoyama no Higashi no Misasagi佐 保山 東陵 gần Thiên hoàng Shomu trong lăng mộ phía nam.
Bà kết hôn với Thiên hoàng năm 16 tuổi và hạ sinh công chúa Abe năm 18 tuổi. Bà sinh con trai đầu lòng ở tuổi 27,và hoàng tử đó chết ngay sau khi sinh. Gia tộc Fujiwara khăng khăng rằng Hoàng tử Nagaya đã nguyền rủa và giết hại hoàng tử. Bà trở thành hoàng hậu ở tuổi 29 và là người đầu tiên được phong tước hiệu kogo trong lịch sử.
Một hệ thống ritsuryo đã được tạo ra cho Hoàng hậu (Kogogushiki); sự đổi mới quan liêu này đã tiếp tục vào thời kỳ Heian về sau.
Sau 25 năm trị vì, Thiên hoàng Shōmu thoái vị, nhường ngôi cho con gái mình, Công chúa Takano, tức Thiên hoàng Kōken sau này. Một thời gian sau, Thiên hoàng xuống tóc và trở thành vị Thượng hoàng đầu tiên trở thành linh mục Phật giáo. Hoàng hậu Kōmyō sau cũng theo chồng, trở thành một nữ tu Phật giáo.
Cổ vật được kết nối với Thiên hoàng và Hoàng hậu là một trong những báu vật được lưu giữ tại Shōsōin. Bốn trong số những bài thơ của bà được đưa vào tuyển tập thơ Man'yōshū. Là một tín đồ của Phật giáo, bà khuyến khích việc xây dựng và trùng tu các ngôi đền, bao gồm Shinyakushi-ji (Nara), Hokke-ji (Nara), Kōfuku-ji (Nara) và Tōdai-ji (Nara).
Ga Kōmyōike ở phía nam tỉnh Osaka lấy tên từ một hồ nhân tạo gần đó được đặt theo tên của Hoàng hậu. Tên địa danh này xuất phát từ một hiệp hội được cho là cùng với nơi sinh của hoàng hậu ở tỉnh Izumi.
Ngôi mộ Misasagi là nơi chính thức được chôn cất Thiên hoàng Shōmu được đặt tại trong Hōrenji-cho, Nara. Ngôi mộ của Hoàng hậu Kōmyō ở gần đó.